# Иларион (Арабаджиев)
Митрополит Иларион (в миру Григорий Константинов Арабаджиев; 8 февраля 1870, Севлиево — 13 марта 1939, Сливен) — епископ Болгарской православной церкви, митрополит Сливенский.

## Биография
После завершения основного образования в родном городе, поступил в богословское училище в Великом Тырнове, являвшееся наследником Духовной семинарии в Петропавловском монастыре, после успешного завершения которого в 1891 году приглашён преподавать в Севлиево. Там работал в продолжении трёх лет.
После этого отбыл в Россию, где в 1898 году окончил Киевскую духовную академию.
По возвращении в Болгарию работал в Казанлышском педагогическом училище. Будучи учителем, Григор Арабаджиев развернул активную просветительскую деятельность. Под его редакцией началось издание духовно-литературного журнала «Православен мисионер».
Его многосторонняя деятельность на благо Церкви не осталась без внимания со стороны священноначалия Болгарской православной церкви. Митрополит Сливенский Гервасий (Георгиев) предложил ему стать своим протосингелом.
14 сентября 1904 года, по пострижении в монашество с именем Иларион, рукоположён в сан иеродиакона и назначен за протосингелом Сливенской митрополии.
После этого несколько лет преподавал в Софийской духовной семинарии, где был возведён в сан иеромонаха и впоследствии возведён в сан архимандрита.
В 1908 году назначен ректором Цариградской духовной семинарии.
С 1910 по 1917 год — вновь протосингел Сливенской митрополии.
25 ноября 1917 года в храме святого великомученика Димитрия в Сливене архимандрит Иларион был поставлен в сан епископа сан с титулом Величский и назначен викарием Сливенской митрополии. Хиротонию совершили Митрополит Сливенский Гервасий (Георгиев), Митрополит Охридский Борис (Георгиев) и епископ Левкийский Варлаам (Константинов).
После смерти митрополита Гервасия, 11 июни 1922 года епископ Иларион был избран его преемником. 22 июля 1922 года избрание было утверждено Священным Синодом, а на следующий день в параклисе Священного Синода совершено каноничное избрание епископа Илариона митрополитом Сливенским. 27 августа того же года, после получения соответствующего царского указа, митрополит Иларион отбыл в свою епархию.
Митрополит Иларион, чья епархия постоянно подверглась массированной инославной пропаганде, многое сделал для защиты православия в своей епархии.
Усилиями митрополита Илариона было построено нынешнее здание на Сливенской митрополии. Ранее митрополия размещалась в разных зданиях, что создавало определённые неудобства для епархиальной администрации. В 1933 году митрополит Иларион приобрёл участок земли с возможностью строительства здания, соответствующего нуждам епархии. В начале 1934 года план здания был готов. Для строительства митрополитския дом Св. Синод отпустил заём в 500 000 левов, а из пожертвований набралось ещё 431 221 левов. В 1935 году Министерство благоустройства отпустило ещё 400 000 левов. Строительство на здания завершилось в 1939 году, но митрополиту Илариону не суждено было дождаться его окончания: он умер 13 марта того же года. Освящение нового двухэтажного здания митрополии было совершено 16 июля 1939 года.

## Произведения
- «Отец Паисий Хелендарски» (по повод 150 г. от издаване на «История славянобългарска» през 1762 г.) , Сливен, 1912 г.;
- «Страданията и чудесата на великомучениците Св. Мина и Св. Димитрий Солунски», Сливен, 1913 г.;
- «Завист», Сливен, 1920 г.;
- Реч на панихидата на убитите офицери от Сливенския гарнизон в храма св. Димитрий, Сливен, 1920 г.;
- Реч с присъдата над Иисуса Христа и мненията на членовете от синедриона, Сливен, 1920 г.;
- «Тридесетий септември 1919 г., траурния ден за българския народ», Сливен, 1920 г.;
- «Иисус на съд пред Пилата» , Сливен, 1922 г.;